# Fehmarnsundbrücke
Die Fehmarnsundbrücke ist eine kombinierte Straßen- und Eisenbahnbrücke, die die Insel Fehmarn in der Ostsee mit dem Festland bei Großenbrode verbindet. Durch die 1963 eröffnete Fehmarnsundbrücke und den gleichzeitig gebauten Fährhafen Puttgarden auf Fehmarn wurde die durchschnittliche Reisezeit auf der sogenannten Vogelfluglinie von Hamburg nach Kopenhagen deutlich verkürzt.

## Bauwerksbeschreibung
Die Brücke überspannt den zirka 1300 m breiten Fehmarnsund, der durch die beidseitigen, insgesamt 337 m langen Rampen auf 963 m eingeengt wird. Die Fehmarnsundbrücke hat für den Schiffsverkehr eine lichte Öffnung von 240 m Breite und 23 m Höhe über dem Mittelwasser. Der Brückenüberbau ist eine schlanke Stahlkonstruktion mit den drei Teilbauwerken:
- südliches, fünffeldriges Nebentragwerk
- Hauptöffnung mit einem Netzwerkbogen
- nördliches, zweifeldriges Nebentragwerk.

Der Netzwerkbogen ist einer der ersten und größten seiner Art weltweit. Er besteht aus zwei gegeneinander geneigten Parabelbögen, die einander im Scheitel berühren. Die Fahrbahnhänger aus patentverschlossenen Stahlseilen bilden ein gekreuztes Rautenfachwerk mit zweifach räumlich geneigten Diagonalen. Der zirka 268,5 m lange Bogen hat eine Stützweite von 248,5 m und eine größte Höhe von 45 m über der Fahrbahn.
Die Brückenbreite beträgt 21 m, die sich das Gleis der Bahnstrecke Lübeck–Puttgarden auf der Ostseite, die Bundesstraße 207 in der Mitte sowie ein kombinierter Rad- und Fußweg auf der Westseite teilen.
Die auffällige, weithin sichtbare Bauweise brachte der Brücke den Spitznamen „Kleiderbügel“ ein.

## Geschichte
Erste Planungen für eine reine Eisenbahnbrücke gehen auf das Jahr 1912 zurück. Nach der deutschen Besetzung Dänemarks im Zweiten Weltkrieg wurde vom Architekten Heinrich Bartmann eine breitere Brücke für Eisenbahn und Reichsautobahn geplant und 1941 auch von der Organisation Todt begonnen. Die Investitionssumme betrug acht Millionen Reichsmark. Die Bauarbeiten mussten kriegsbedingt 1942 abgebrochen werden. Ein bereits fertiggestelltes Brückenbauwerk bei Strukkamp wurde in die spätere Trasse der B 207 und der Bahnstrecke integriert.
Nach dem Krieg wurden erneute Planungen und Kostenberechnungen für eine Brücke oder einen Tunnel als feste Fehmarnsund-Querung im Frühjahr 1952 von dem damaligen Präsidenten der Eisenbahndirektion Hamburg, Fritz Schelp, angeregt.
Entworfen wurde die Brücke von Chefingenieur Helmut Wild, den Ingenieuren G. Fischer, T. Jahnke und P. Stein der Gutehoffnungshütte Sterkrade AG (Oberhausen-Sterkrade). Bei der architektonischen Gestaltung wirkte der Architekt Gerd Lohmer mit. Bauherren waren die Bundesbahndirektion Hamburg und das Land Schleswig-Holstein (vertreten durch das Landesamt für Straßenbau).
Am Bau der Brücke, der im Januar 1960 begann, waren neben der Gutehoffnungshütte Sterkrade AG die Unternehmen C.H. Jucho, Felten & Guilleaume und Flender beteiligt. Lieferant der Hängeseile war die Hüttenwerke Oberhausen AG (HOAG), die Lager wurden von der Maschinenfabrik Esslingen hergestellt.
Die Brücke durfte erstmals am 16. Januar 1963 genutzt werden. Wegen des strengen Winters 1962/1963 war der Fährverkehr nach Fehmarn für mehrere Wochen zum Erliegen gekommen. Um während dieser Zeit die Versorgung der Insel und der Baustelle der Vogelfluglinie sicherzustellen, wurde die Nutzung der Brücke mit Sondergenehmigung und auf eigene Gefahr gestattet. Nach gut drei Jahren Bauzeit wurde die Brücke am 30. April 1963 eingeweiht.
Nach Eröffnung der Brücke konnte die Eisenbahnfähre Großenbrode–Gedser (Streckenlänge ca. 60 km) eingestellt und durch die mit 18,6 km deutlich kürzere Fährverbindung zwischen Puttgarden und Rødbyhavn ersetzt werden.
In der landseitigen Rampe zur Fehmarnsundbrücke befanden sich zur Zeit des Kalten Kriegs als vorbereitete Sperren sechs Sprengschächte in der Fahrbahn, deren Lage heute noch durch sechs quadratische Asphaltflicken zu erkennen ist. In Heinrichsruh steht etwa einen Kilometer entfernt das zugehörige Sperrmittelhaus.
Das Landesamt für Denkmalpflege Schleswig-Holstein stellte die Fehmarnsundbrücke 1999 unter Denkmalschutz. Zur Begründung wurde auf ihre besondere technikgeschichtliche, wissenschaftliche, künstlerische und kulturlandschaftprägende Bedeutung verwiesen. Sie ist mittlerweile zu einem der Wahrzeichen von Fehmarn und Schleswig-Holstein geworden.
Vom 11. Juni 2010 an führte die DB AG an vier Nächten umfangreiche Messungen und Belastungstests durch, unter anderem mit einem 1500 Tonnen schweren Lokzug, um den Zustand der Brücke und die Eignung für den zukünftigen Ausbau festzustellen.
Das Bundesministerium der Finanzen würdigte das 50-jährige Jubiläum der Fertigstellung der Fehmarnsundbrücke im Jahr 2013 mit einer Sonderbriefmarke. Erstausgabetag war der 4. April 2013, der Markenwert beträgt 75 Cent. Die Briefmarke wurde von dem Grafiker Heribert Birnbach nach einem Foto von Torsten Wolf entworfen; sie zeigt den charakteristischen Brückenbogen der Hauptöffnung gegen den Abendhimmel.

## Planungen
Der schleswig-holsteinische Verkehrsminister Meyer informierte Bundesverkehrsminister Ramsauer am 11. September 2012 darüber, dass das Land Schleswig-Holstein eine zusätzliche Verbindung (Brücke oder Tunnel) über den Fehmarnsund zur Aufnahme in den Bundesverkehrswegeplan 2030 anmelden wolle.
Im Dezember 2012 wurde bekannt, dass die vorhandene Fehmarnsundbrücke den höheren Belastungen nach der Eröffnung der Festen Fehmarnbeltquerung nicht mehr genügen könnte. Die Ergebnisse der statischen Nachrechnung von DB ProjektBau wurden am 17. Januar 2013 öffentlich vorgestellt. Das vorhandene Bauwerk muss demnach zumindest ertüchtigt werden; Neubauvarianten werden ebenfalls erwogen.
Am 26. August 2014 meldete die Presse, dass das Land Schleswig-Holstein vom Bund beauftragt worden sei, mit den Planungen für einen kompletten Neubau der Fehmarnsundbrücke zu beginnen. Der Landesbetrieb Straßenbau und Verkehr Schleswig-Holstein und die DB Netz AG stellten den Stand ihrer Planung für ein Ersatzbauwerk im Rahmen einer Sitzung des Dialogforums Feste Fehmarnbeltquerung am 21. November 2018 vor. Es wurden demnach untersucht
- der Neubau einer kombinierten Brücke für Schiene und Straße
- der Neubau von getrennten Brücken für Schiene und Straße
- der Neubau eines kombinierten Absenktunnels für Schiene und Straße (Fehmarnsundtunnel), diese Lösung wird realisiert, s. u.
- Kombinationslösungen (Brücke für Straße und Tunnel für Schiene; Brücke für Schiene und Tunnel für Straße)

Eine teilweise Weiternutzung der Fehmarnsundbrücke für den Straßenverkehr wurde ebenfalls untersucht.
Eine neue Querung wird voraussichtlich nicht vor 2028 eröffnet werden.
Am 3. März 2020 teilte die Deutsche Bahn mit, dass parallel zur Fehmarnsundbrücke ein Absenktunnel gebaut werden soll. Für den langsamen Verkehr sowie für Radfahrer und Fußgänger soll die bestehende Brücke erhalten bleiben und dafür ertüchtigt werden.

## Bildergalerie

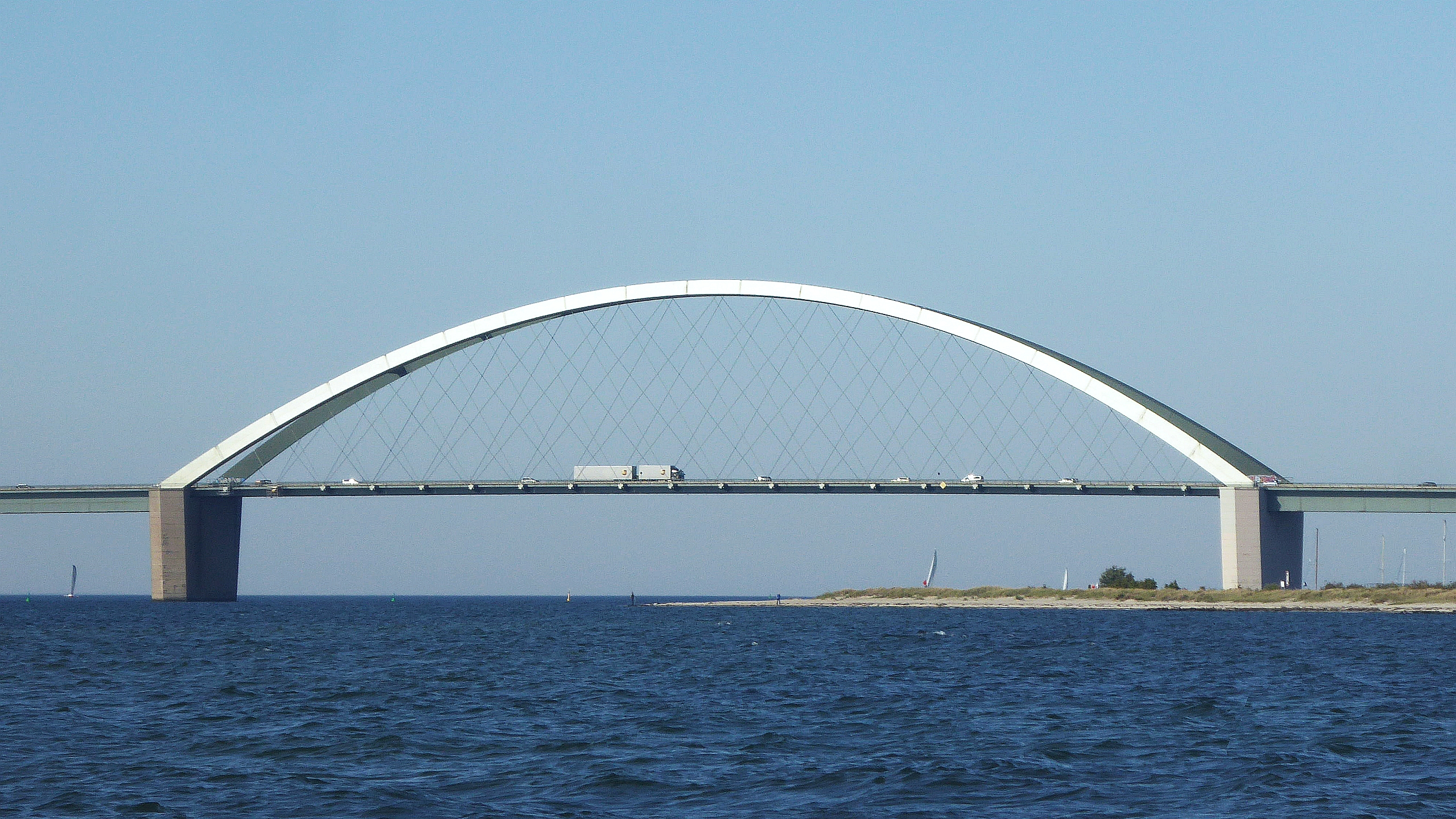
Hauptöffnung mit Netzwerkbogen
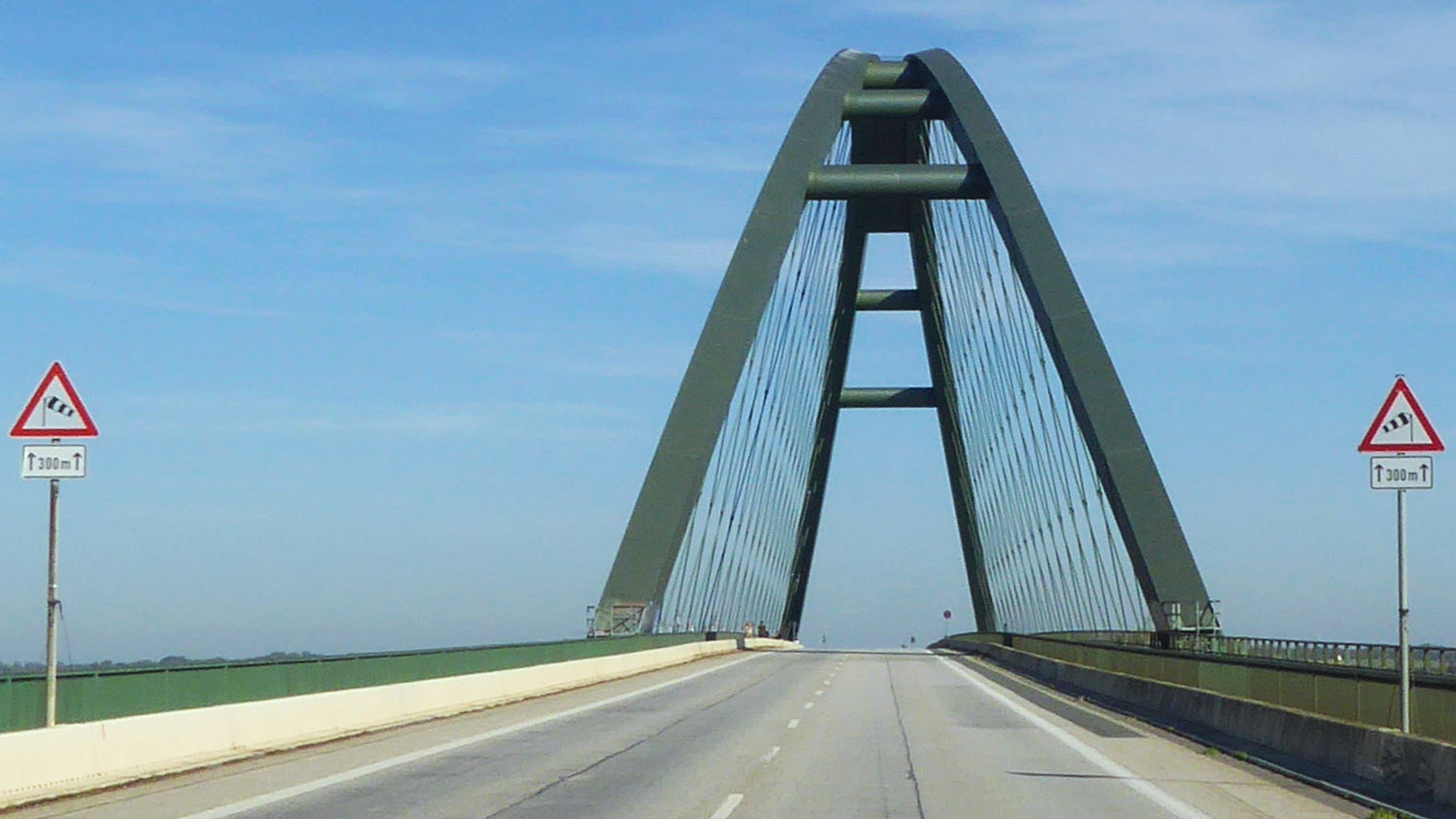
Fehmarnsundbrücke von Südwest (2018)
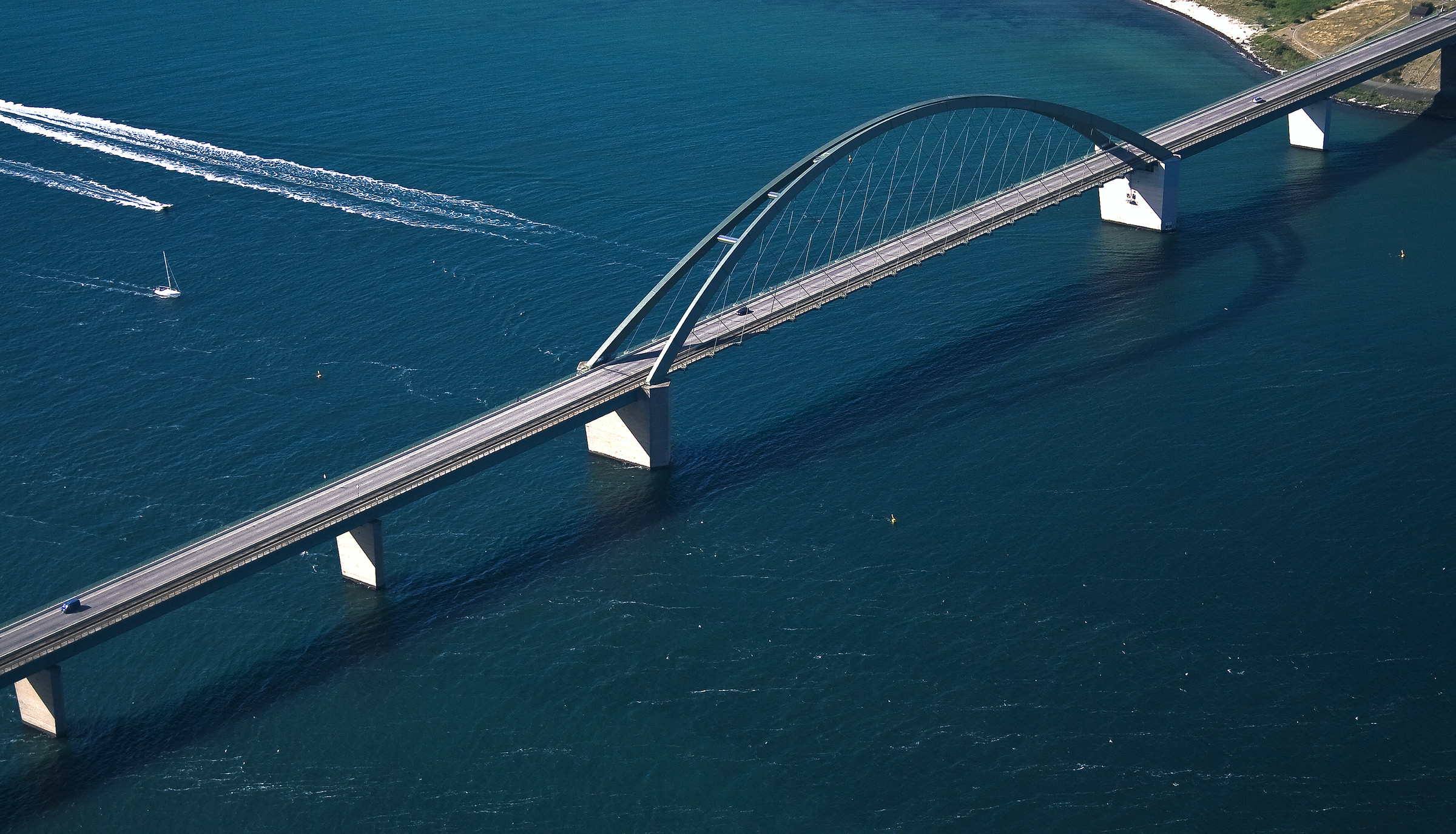
Fehmarnsundbrücke aus der Vogelperspektive
Fehmarnsundbrücke von Großenbroderfähre aus